# Симанова, Барбора
Барбора Симанова (чеш. Barbora Seemanová; род. 1 апреля 2000, Прага) — чешская пловчиха, трёхкратная чемпионка Европы. Двукратная чемпионка юношеских Олимпийских игр 2018 года. Участница летних Олимпийских игр 2016 и 2020 годов.

## Карьера
Барбора Симанова выступает и представляет на международных спортивных соревнованиях клуб SK Motorlet Praha, где ее тренирует Петра Шкабова. Завершила обучение в Чешской академии бизнеса в городе Праге.
На Европейских играх 2015 года, которые проходили в городе Баку она вышла в финал в заплыве на дистанции 100 метров вольным стилем, где заняла 4-е место, а на дистанции 200 метров вольным стилем заняла итоговое 8-е место. В этом же году, на чемпионате мира по плаванию среди юниоров, который состоялся в Сингапуре она заняла 15-е место на 100 метровки вольным стилем. На чемпионате Европы среди юниоров 2016 года она выиграла две серебряные медали на 100 и 200 метров вольным стилем.
Установив рекорд Чехии, она выполнила норматив для участия в летних Олимпийских играх 2016 года в Рио-де-Жанейро, где стала самой молодой спорптсменкой, членом сборной Чехии. На дистанции 200 метров вольным стилем она финишировала с 31-м временем с результатом 2:00,26. Она также стала участницей эстафеты 4 по 100 метров вольным стилем, но подверглась дисквалификации. 
На чемпионате Европы среди юниоров 2017 года в Нетании она завоевала полную коллекцию медалей. Стала чемпионкой на дистанции 50 метров вольным стилем с новым национальным рекордом - 25,06 секунды. 
На летних юношеских Олимпийских играх в Буэнос-Айресе в Аргентине она завоевала три медали и стала двукратной чемпионкой. В первом старте на дистанции 100 метров вольным стилем она выиграла золото с новым национальным рекордом - 54,19 секунды. Во втором старте она взяла бронзу на дистанции 200 метров вольным стилем со временем 1:58,25. Вторую золотую медаль она выиграла на дистанции 50 метров вольным стилем с большим отрывом за 25,14 секунды. 
Барбора Симанова выполнила норматив на дистанции 100 и 200 метров вольным стилем для участия в летних Олимпийских играх 2020 года.
В мае 2021 года на чемпионате Европы в Будапеште, Барбора на дистанции 200 метров вольным стилем завоевала золотую медаль, став впервые в карьере чемпионкой Европы, проплыв в финальном заплыве за 1:56,27.
В июне 2024 года на чемпионате Европы в Белграде выиграла золото на дистанциях 100 и 200 метров вольным стилем.